# Johnny Olson
John Leonard "Johnny" Olson (22 de mayo de 1910 – 12 de octubre de 1985) fue un presentador radiofónico y locutor televisivo de nacionalidad estadounidense. A lo largo de su carrera participó en 32 concursos producidos por Mark Goodson y Bill Todman entre finales de la década de 1950 y mediados de la de 1980. Además, fue locutor de The Jackie Gleason Show entre 1962 y 1970.

## Primeros años
Nacido en Windom, Minnesota, en sus inicios buscó trabajo en la zona de Madison (Wisconsin) mientras estudiaba farmacia en la Universidad de Minnesota. En esa época además se ocupó en actividades tan diversas como cantante y servidor de bebidas. 
El primer trabajo de Olson en la radio llegó en la ciudad de Nueva York en 1944, presentando el concurso musical Ladies Be Seated, un juego al estilo de Truth or Consequences y emitido por la cadena Blue Network. Previamente había presentado varios shows en Chicago, entre ellos Johnny Olson's Rumpus Room, un programa nocturno de variedades, que dio también nombre a un posterior talk show que presentó en la DuMont Television Network.
En fecha tan tardía como 1956, Olson intervino en otro concurso de radio, el efímero Second Chance, bastante similar al anterior éxito Queen for a Day.

## Trabajo para DuMont Television Network
Entre mayo de 1947 y julio de 1949, Olson presentó Doorway to Fame, un programa televisivo de talentos para la nueva cadena DuMont Television Network, y desde enero de 1949 a julio de 1952 presentó Johnny Olson's Rumpus Room, un talk show que fue el primer programa de mañanas y sobremesa de la emisora de DuMont WNYW. Olson también presentó el show infantil de las mañanas de los sábados Kids and Company, en DuMont desde septiembre de 1951 a junio de 1952 y con la colaboración de Ham Fisher.

## Primeros trabajos como locutor
El primer trabajo televisivo de Olson como locutor llegó en el año final de Name That Tune, en 1958. Ese mismo año también narró el show presentado por Merv Griffin Play Your Hunch, el cual duró hasta 1963, empezando así una larga asociación con Mark Goodson-Bill Todman Productions. A finales de la década de 1960 también fue locutor sustituto del show Supermarket Sweep, de la American Broadcasting Company. 
A partir de 1960 Olson narró el concurso de la CBS en horario central To Tell The Truth. Al año siguiente trabajó en un show hermano, What's My Line?, y en 1962 empezó a narrar el original Match Game (presentado por Gene Rayburn) en la NBC. 
Olson fue así mismo locutor de The Jackie Gleason Show desde 1962 hasta su cancelación en 1970. Las primeras temporadas del show se grabaron en Nueva York, mientras que las últimas se produjeron en Miami Beach, Florida.
Olson siguió como narrador de What's My Line? y To Tell the Truth una vez que ambos shows pasaran de la CBS a redifusión a finales de la década de 1960. Su compromiso con ellos finalizó cuando fue designado el narrador de las reposiciones emitidas en 1972 de The Price Is Right y I've Got a Secret, ambos producidos en Hollywood, motivo por el cual hubo de mudarse de Nueva York a la Costa Oeste.

## The Price Is Right
Los shows Name That Tune, To Tell the Truth, What's My Line, y The Match Game colocaron a Olson entre la élite de los locutores de concursos televisivos, pero fue la reposición de The Price Is Right el que consolidó su fama. Desde el primer show, emitido el 4 de septiembre de 1972, hasta su muerte en 1985, su papel trascendió al de un mero locutor.
Además de actuar como compañero del entonces presentador, Bob Barker, Olson fue un valioso y querido miembro del reparto. Animaba al público antes del inicio del programa, y durante la grabación a menudo se exponía ante la cámara, ocasionalmente burlándose de Barker, todo ello antes de dar el nombre de los concursantes.
Su exhortación a los concursantes, "Come on down!", se convirtió en el latiguillo del programa, y una tradición de Price Is Right conservada por sus sucesores, Rod Roddy (1986–2003) y Rich Fields (2004–2010).

## Match Gamey últimos años de carrera
En 1973 Olson empezó a narrar un reavivado Match Game, otro programa trasplantado de Nueva York a California. La frase del show "Get ready to match the stars!" pasó a ser el segundo latiguillo de Olson, y escuchado a lo largo de los siguientes nueve años. Al igual que el productor ejecutivo Mark Goodson, Olson sustituía a los ocasionales invitados que no podían asistir a una de las grabaciones. Olson solo se perdió una de las grabaciones de Match Game durante los años de la CBS, siendo sustituido por Bern Bennett.
En las décadas de 1970 y 1980, a pesar de su intenso trabajo en Price y Match, Olson también fue locutor de otros concursos de corta vida, entre ellos Now You See It, Mindreaders, Double Dare, Tattletales, Blockbusters (en el que llegó a suplir a Bob Hilton), y Body Language. 
En su tiempo libre, Olson se desplazaba a una granja espaciosa que poseía en Buckingham Acres, en Lewisburg, Virginia Occidental.

## Fallecimiento
Johnny Olson falleció el 12 de octubre de 1985 en Santa Mónica (California), a causa de una hemorragia cerebral que había sufrido unos días antes. Fue enterrado en el Cementerio Rosewood de Lewisburg, Virginia Occidental. El último episodio de The Price Is Right con narración de Olson se emitió el 8 de noviembre de 1985.